# Mar-Vell
El Capitán Marvel (Kree llamado Mar-Vell, alias de la Tierra Walter Lawson) es un superhéroe ficticio que aparece en los cómics estadounidenses publicados por Marvel Comics. El personaje fue creado por el escritor y editor Stan Lee y diseñado por el artista Gene Colan y apareció por primera vez en Marvel Super-Heroes # 12 (diciembre de 1967). Es el portador original del nombre Capitán Marvel dentro de la marca Marvel.
El personaje debutó durante la Edad de Plata de los cómics e hizo muchas apariciones posteriores, incluida una serie homónima y el segundo volumen de la serie Marvel Spotlight hasta su muerte en 1982, que desde entonces se ha mantenido en gran parte permanente dentro de la continuidad de la corriente principal y la mayoría de los otros medios, con Carol Danvers convirtiéndose en la Capitana Marvel más destacada en la era moderna.
Annette Bening interpretó una versión femenina reimaginada de Mar-Vell (Wendy Lawson) en la película del Universo cinematográfico de Marvel, Capitana Marvel (2019).
Captain Marvel ocupó el puesto 24 en la lista de IGN de "Los 50 mejores vengadores".

## Historial de publicaciones
De 1940 a 1953 Fawcett Comics publicó comics con su personaje popular Capitán Marvel, y por lo tanto mantuvo la marca registrada con el nombre de "Capitán Marvel". Fawcett dejó de publicar los cómics en 1953 debido a una demanda por violación de derechos de autor de 1951 de DC Comics, y su marca registrada aparentemente expiró. Aprovechando esta situación, Marvel debutó con su nuevo personaje de Capitán Marvel en 1967 y rápidamente registró el nombre. Marvel no fue la primera compañía en intentar capitalizar la marca caducada de Fawcett; en 1966, la pequeña editorial MF Enterprises lanzó una breve serie Capitán Marvel. Debido al título que contiene el nombre de su compañía, Marvel había convencido a MF Enterprises para que cese su serie Captain Marvel después de cinco emisiones, pagando a MF un acuerdo de $ 4,500.
El personaje de Marvel debutó como la película principal en Marvel Super-Heroes # 12 (diciembre de 1967), escrita por Stan Lee e ilustrada por Gene Colan. A pesar de que generalmente se lo acredita como cocreador, Colan no se involucró con la concepción del Capitán Marvel, y de hecho ha expresado una intensa aversión por el personaje y especialmente por su traje blanco y verde original: "Fue horrible, solo una imitación" de cualquiera de los otros personajes disfrazados que he hecho alguna vez ".
Poco después, el Capitán Marvel recibió su propia serie, comenzando con el Capitán Marvel # 1 (mayo de 1968). Estas apariciones establecieron al Capitán Marvel, o "Mar-Vell", como un extraterrestre de la raza Kree que había venido a la tierra como espía antes de llegar a identificarse con sus vecinos humanos. La serie no conectó con los lectores, y fue renovada por el equipo de guionistas y artistas Roy Thomas y Gil Kane en el número 17 (octubre de 1969). El personaje recibió un uniforme nuevo por parte de la entidad cósmica EÓN, diseñado por Kane y la colorista Michelle Robinson, y mayores habilidades. Una característica adicional de la trama fue la presentación del compañero Rick Jones. Jones y Marvel "compartieron moléculas" permitiendo que solo uno exista en el mundo real a la vez. Thomas dijo que la intención del cambio era crear una actualización más orientada a la ciencia ficción que recordara al Capitán Marvel original de Fawcett Comics, quien de manera similar tenía un alter ego que no podía coexistir con el superhéroe.
El cambio, sin embargo, no tuvo éxito, y la serie fue publicada solo intermitentemente a partir de 1969. Fue cancelada inicialmente con el número 21 (agosto de 1970), aunque el personaje apareció en la historia de la Guerra Kree-Skrull en Avengers # 89 - 97 (junio de 1971 - marzo de 1972), también escrito por Thomas. La serie Capitán Marvel se reinició con el número 22 (septiembre de 1972). El trazador y artista Jim Starlin decidió renovar el personaje con el número 25 (marzo de 1973). El historiador de cómics Les Daniels señaló que "en una breve temporada con Marvel, que incluyó el trabajo en dos personajes [Capitán Marvel y Adam Warlock] que nunca antes habían dejado su huella, Starlin logró construir un número considerable de seguidores de culto".
Una serie spin-off, Ms. Marvel, se lanzó en 1977, pero las ventas se mantuvieron modestas, y la serie se publicó solo dos veces al año hasta que finalmente se canceló en 1979. La publicación continua, sin embargo, mantuvo la marca actual. Esto tuvo el efecto de requerir que DC Comics, que mientras tanto licenciara al Fawcett, Capitán Marvel original para su publicación, imprimiera sus nuevos cómics bajo la marca comercial Shazam. El historiador de historietas Don Markstein afirma: "Marvel no parecía saber muy bien qué hacer con él, pero sí sacaron su cómic cada dos meses durante la mayor parte de la década de 1970, aunque solo fuera para mantener su marca registrada en su nombre".
Cuando el Capitán Marvel fue cancelado con el número 62 (mayo de 1979), había cinco problemas aún no publicados que ya estaban completos o casi completos. La serie Marvel Spotlight se revivió con el propósito expreso de publicarlos (específicamente, en los números # 1-4 y 8). Starlin escribió la muerte de Mar-Vell en la primera novela gráfica de Marvel, La muerte del capitán Marvel (1982).
Tras la muerte del personaje, Marvel publicó varios cómics con nuevos personajes que adoptaron el apodo de "Capitán Marvel", manteniendo así su marca registrada en el nombre. El personaje regresó, aunque no en condiciones de vida, a las historias en Silver Surfer vol. 3 # 63 (marzo de 1992) y el Capitán Marvel vol. 5, n.º 5 (marzo de 2003). La serie limitada Capitán Marvel vol. 6, # 1-5 (enero-junio de 2008) fue lanzado como parte de la historia de "Invasión Secreta" de 2008 y supuestamente anunció el regreso del personaje, aunque finalmente se reveló que este "Mar-Vell" era un Skrull alienígena llamado Khn'nr.
Mar-Vell fue uno de los personajes destacados en la serie limitada de tres temas de 2011 Chaos War: Dead Avengers.

## Historia

### 1960
Después del primer encuentro de los Kree con humanos, el Capitán Mar-Vell es enviado a espiar en la Tierra y decidir si es una amenaza para el imperio Kree. Adopta la identidad de un científico recientemente fallecido llamado Walter Lawson, pero de vez en cuando se pone su uniforme militar Kree para proteger a las personas que está observando. La primera vez que hace esto, la gente lo oye pronunciar incorrectamente su nombre como "Capitán Marvel". Su trabajo se ve dificultado por su comandante celoso, el coronel Yon-Rogg, su creciente afecto por la humanidad y el pasado criminal de su identidad falsa.
Después de ayudar a la humanidad varias veces, Mar-Vell es declarado culpable de traición contra el Imperio Kree y condenado a muerte por un pelotón de fusilamiento. Mar-Vell escapa en un cohete robado, pero se pierde en el espacio. Después de vagar durante 112 días, está débil y al borde de la locura. Él es manipulado por Ronan el Acusador y el ministro Kree, Zarek, para ayudarlos a derrocar a la Inteligencia Suprema. Mar-Vell se encuentra con la entidad cósmica EÓN, quien, para ayudarlos mejor, Mar-Vell recibe un nuevo disfraz y habilidades mejoradas, La Conciencia Cósmica, designado como "Protector del Universo". Después de que la conspiración se frustra, Mar-Vell intenta regresar a la Tierra. En el camino, es alcanzado por una ráfaga de radiación que lo atrapa en la Zona Negativa.
La Inteligencia Suprema le permite a Mar-Vell comunicarse telepáticamente con Rick Jones, que usa para llevar a Jones a un conjunto de "nega bandas" en una base Kree abandonada. Cuando Jones se pone las bandas y las golpea juntas, intercambia lugares con Mar-Vell y está encerrado en un aura protectora en la Zona Negativa. El par descubre que puede mantener el contacto telepático. Usando este método, Mar-Vell puede permanecer en el universo positivo por un período de tres horas.

### 1970
Después de breves encuentros con el villano Escorpio, y Hulk Jones utiliza el portal de Mister Fantástico a la Zona Negativa para liberar a Mar-Vell, quien luego se ve envuelto en la Guerra Kree-Skrull. Como resultado de la guerra, Jones se quedó cerca de la muerte y Mar-Vell se fusionó con Jones para salvar su vida.
La conciencia de Mar-Vell comenzó a resurgir semanas después, cuando el cuerpo de Jones se volvió incapaz de albergar su propia energía y la de vida de Mar-Vell. Los tratamientos con rayos de fotones por parte del profesor Savannah estabilizaron la situación y llevaron el cuerpo y la conciencia de Mar-Vell a la superficie. Después de luchar contra el Megaton de potencia atómica, Mar-Vell queda atrapado en la Zona Negativa una vez más hasta que Jones lo libera a través de las nega bandas.
Mar-Vell ayuda a los Vengadores contra el Segador y los Fantasmas del Espacio. Mar-Vell se alía con Mentor y Eros contra el adorador de la muerte, Thanos y sus fuerzas en una guerra por el Cubo Cósmico. Viendo la magnitud de la amenaza, la entidad cósmica Kronos los ayuda en creando a Drax el Destructor, cuyo único propósito es matar a Thanos. Otro ser cósmico, Eón, transforma a Mar-Vell en el "Protector del Universo". Esto proporciona al héroe nuevas habilidades, incluida la "conciencia cósmica". Thanos gana el Cubo y lo usa para hacerse omnipotente. El espíritu de Thanos abandona su cuerpo, y Mar-Vell aprovecha la oportunidad para hacer añicos el Cubo, que aún estaba en la mano de Thanos. Esto deshace las acciones de Thanos.
Mar-Vell se une a Spider-Man para luchar contra Basilisk y más tarde se encuentra con un nuevo villano llamado Nitro. Mientras desactiva una bomba colocada por Nitro, Mar-Vell está expuesta a un poderoso gas nervioso llamado "Compuesto 13". Mar-Vell se colapsa debido a la exposición, pero se recupera cuando se le administra un antídoto. El gas, sin embargo, finalmente resultaría ser carcinogénico y causaría que Mar-Vell desarrollara cáncer. Durante este tiempo, Mar-Vell tiene un encuentro con el Láser Viviente. Mar-Vell investiga a los aliados de Nitro, que se revelan como la "Legión Lunática" de Kree, lo que lleva a una serie de batallas prolongadas y al eventual juicio de la entidad cósmica, Uatu el Vigilante para una participación constante en los asuntos de la Tierra. Después de terminar la amenaza y ayudar al Vigilante, Mar-Vell se separa brevemente de Jones y tiene un encuentro con un parásito espacial que asume la forma de la ex-amante, Médico de su antigua misión, muerta por celos por el Coronel Yon-Rogg, llamada Una.
Mar-Vell viaja al planeta natal Kree, Hala, y a través de una serie prolongada de eventos que casi mata a Rick Jones, se libera de la manipulación de la Inteligencia Suprema. Durante este período, Mar-Vell también se encuentra con la entidad cósmica, el Extraño. Al regresar a la Tierra, Mar-Vell se encuentra con científicos Kree varados que intentan recuperar un Centinela Kree 459, inactivo ubicado en el Helicarrier de S.H.I.E.L.D. Esto no tiene éxito cuando el Sentry se activa pero falla al seguir la dirección y se convierte en una lucha. Un nuevo villano llamado Guepardo intenta manipular el Sentry, aunque ambos son finalmente derrotados por Mar-Vell. El héroe localiza a los científicos Kree y lucha brevemente con Ronan el Acusador, quien quedó con la mente de un niño después de un encuentro anterior.
Rick Jones visita la Mansión de los Vengadores cuando el villano robótico ataca a los Súper Adaptadores Durante una batalla con los Vengadores, Jones cambia de lugar con Mar-Vell, y el Super-Adaptoide finalmente imita a las Nega-Bandas de Mar-Vell. Mar-Vell reúne las nega- bandas del Super-Adaptoide juntas, exiliando al robot a la Zona Negativa y liberando a Jones. Mar-Vell se despide de Jones y se encuentra con Mercurio, el Hombre 4-D, que engaña a Mar-Vell para que regrese a su dimensión hogareña, con la esperanza de obligar al héroe a construir el proyector Omni-Onda. Mar-Vell, sin embargo, derrota a Mercurio y regresa a la Tierra.
Mar-Vell continúa teniendo tratos con los Kree, impidiendo que la científica Doctora Minerva mate a Rick Jones y pelee contra el miembro del Consejo Supremo Phae-Dor antes de viajar al planeta natal de los kree, Hala, y, con el Rey de los Inhumanos, Rayo Negro, Blackagar Boltagon ("Black Bolt") como su aliado, evitando la "Guerra de las Tres Galaxias" al exponer a un infiltrado Skrull. Después de otro encuentro con Nitro, Mar-Vell intenta brevemente adoptar la identidad de Walter Lawson una vez más y trabaja en un observatorio. Este plan se abandona cuando se lo obliga a convertirse en Mar-Vell para detener a un vampiro energético llamado "Deathgrip". Después de un encuentro con el Dios del Trueno, Thor, Mar-Vell se ve obligado a luchar contra Drax, que se ha vuelto loco debido a que no puede cumplir su propósito y matar a Thanos. Eventualmente convenció a Drax para que lo ayudara, Mar-Vell entra en una guerra contra ISAAC, la computadora sensible de la luna de Saturno, Titán, que sirvió a Thanos y ahora dirige sus fuerzas. Después de una serie de batallas prolongadas, Mar-Vell convence a la secuaz de ISAAC, Elysius, para que se una a él, haciendo que se enamore de Mar-Vell; luego derrota a los otros peones de ISAAC, Caos y Tarterus (referencia obvia a las deidades de la cosmogonía griega; Kaos y Tártaro) y al guerrero Stellarax en la Tierra. Mar-Vell eventualmente vence a ISAAC ingresando a la programación de la super-computadora y forzándola a experimentar la vida. Mar-Vell se encuentra con Eon una vez más y reflexiona sobre los acontecimientos de los últimos tiempos.

### 1980
Después de una batalla en la mística "Dimensión Oscura"; un encuentro con Hulk y una aventura en un mundo extraño, Mar-Vell descubre que su exposición anterior al gas nervioso "Compuesto 13" le ha dado cáncer El problema se agrava con las bandas negativas de Mar-Vell, que mantienen el cáncer a raya pero también lo hacen resistir todas las formas conocidas de tratamiento y la falta de acceso a los expertos médicos del Imperio Kree ya que los Kree consideran a Mar-Vell un traidor. Cuando Mar-Vell acepta que su vida está por terminar, muchos de sus amigos y aliados vienen a Titán a presentar sus últimos respetos. Incluso sus enemigos mortales los Skrulls envían un enviado para otorgar una medalla a Mar-Vell para honrarlo como su mayor enemigo. En sus momentos finales, Mar-Vell experimenta una visión en la que se encuentra con Thanos una vez más. Thanos no ha venido como un enemigo, sino como una guía para mostrarle a Mar-Vell el camino a la otra vida. Cuando él, Thanos y la Señora Muerte pasan a una luz cegadora, Mar-Vell muere.
Hay que mencionar la valentía, honestidad y humildad mostrada por el personaje ante la deidad de La Muerte. Es Thanos quien habla en nombre de su amada, ya que esta jamás pronuncia palabra alguna. Ella siempre muestra una cara humana seria, y Thanos lucha (en el plano astral) con Marvel, quien en un principio niega su destino diciendo que - "Mientras hay vida, hay esperanza". Marvel y Thanos realmente tienen un discurso filosófico representado por esa batalla, y le dice a Marvel -"Prepárate a descubrir que todas tus victorias son ilusiones. La contienda ha terminado ¿Estás preparado para recibirla? No la temas pues es lo que nos espera a todos nosotros".  Marvel responde solemne y tranquilo - "Lo estoy. Como jamás creí que lo estuviera. No le temo a ella. Es solo que nunca he necesitado la ilusión" . En ese momento Marvel alza la mano y la pasa por delante del rostro de La Muerte, desvaneciendo su imagen de bella mujer y revelando su verdadera cara, la calavera.
Es entonces cuando esta, con su verdadero semblante, como respuesta, le da un beso. 
Posteriormente, su espíritu es invocado por el Gran Maestro como parte de la Legión de los No Vivos para luchar contra los Vengadores.

### 1990
Cuando el Silver Surfer visita el Reino de los Muertos, el personaje es aconsejado y ayudado en su escape por alguien que parece ser Mar-Vell, pero luego se revela que es una manifestación del ideal heroico desinteresado que es parte de la propia psique del Surfer. La ex-amante de Mar-Vell, Elysius también se impregna de su información genética, dando a luz a un hijo, Genis-Vell.
Cuando la Muerte declara a Thanos excluido para siempre de su reino y que ella nunca lo amará, Thanos usa la Gema de la Realidad para restaurar a Mar-Vell. Discuten la habilidad de Thanos de hacer que la Muerte lo ame con la gema de la realidad, y Mar-Vell lo convence de que no lo haga. Thanos acepta y devuelve a Mar-Vell a la muerte.Es por tanto esto un auténtico gesto de alguien genuino que ha trascendido la existencia y ha aceptado su destino.

### 2000
Al visitar el Reino de los Muertos, Genis se encuentra con su padre. Él se entera de que Elysius también dio a luz a una niña, Phyla-Vell. Se revela que el miembro de los Jóvenes Vengadores, Hulking, es hijo de Mar-Vell y la princesa Anelle de los Skrulls.

### 2010
Durante la guerra con el Rey del Caos, Mar-Vell y varios miembros fallecidos de los Vengadores regresan de entre los muertos. Él toma el liderazgo del grupo, ayudando a proteger a varios civiles y los cuerpos en estado de coma de los principales Vengadores de los demonios del caos. Él es empalado por detrás por el Segador y es asesinado una vez más.
Algún tiempo después, los místicos de Kree resucitan a Mar-Vell usando una pieza del Cristal M'Kraan y una parte de la Fuerza Fénix. Controlando su mente, usan al Capitán Marvel contra los Vengadores. La Visión libera a Mar-Vell, quien se sacrifica para salvar al Kree de la Fuerza Fénix, lo que amenaza a Hala cuando busca recuperar su energía faltante.

## Poderes y habilidades
A su llegada a la Tierra, Mar-Vell no poseía poderes sobrehumanos (o súper-Kree) además de ser más fuerte y más duradero que la mayoría de los humanos debido a su avanzada fisiología Kree; los Kree han evolucionado con niveles de fuerza física más altos que los humanos para combatir las gravitaciones más pesadas de sus planetas natales. Como soldado, el personaje está equipado con un dispositivo llamado "haz universal" (o "haz único"), al principio una pistola manual pero luego convertida en un dispositivo montado en la muñeca) que es capaz de proyectar energía; emitiendo rayos de negrura pura y controlando el magnetismo.
Cuando fue manipulado por "Zo" (en realidad Zarek, el ministro Imperial de Kree), Mar-Vell se había mejorado enormemente, aumentando sus habilidades físicas hasta el punto de aplastar la sustancia más dura conocida por los Kree, obteniendo la capacidad de teletransportarse a cualquier parte del universo, vuela bajo su propio poder a velocidades más rápidas que la luz y atraviesa vastas distancias interestelares e intergalácticas, así como la capacidad de proyectar ilusiones mentalmente. La mayoría de estas habilidades se perdieron cuando Mar-Vell ganó las Nega-Bandas, que convierten la energía psiónica de Mar-Vell en mayor fuerza, durabilidad, velocidad, vuelo y le permiten existir sin protección en el exterior profundo. espacio sin tener que respirar.
Después de los tratamientos con rayos de fotones, Mar-Vell pudo absorber la energía solar para aumentar aún más su fuerza. Después de su encuentro con Eón, comenzó a usar su energía solar para volar, dejando un rastro brillante a su paso.
Una vez que Eón lo nombra el "Protector del Universo", Mar-Vell gana "Conciencia Cósmica", que (entre otras cosas) le permite detectar amenazas y percibir cambios en el universo, siempre y cuando sean importantes para él para algunos razón. Este conocimiento también puede usarse internamente, lo que lo alertó sobre su cáncer terminal incluso antes de que fuera confirmado médicamente.
El entrenamiento militar de Mar-Vell en Kree le permite dominar todas las formas de combate sin armas y un amplio conocimiento de la tecnología del Imperio Kree.

## Otras versiones
La miniserie de Ultimate Marvel, Ultimate Secret presenta una versión del personaje llamado Mahr Vehl, que ayuda a los héroes de la Tierra contra la amenaza de Gah Lak Tus.
En la miniserie de Earth X, Mar-Vell se reencarna como el hijo de seres sintéticos Él (Adam Warlock) y Ella.
En The Thanos Imperative, el principal antagonista es Lord Mar-Vell, un ser malvado del "Cancerverse", un universo monstruoso en el que nada puede morir. Como tal, toda la vida se ha convertido en seres eternos cancerosos, desesperados por encontrar un nuevo universo para infectar.
En las Ruinas de Warren Ellis, el reportero Phil Sheldon viaja a través de una versión del Universo Marvel donde todo salió mal. En Nevada, visita el Campo de Concentración de Kree en los Estados Unidos, ubicado deliberadamente en el sitio de los primeros proyectos nucleares de los Estados Unidos, lo que resulta en que todos los Kree desarrollen cáncer a partir de la radiación. Sheldon entrevista a Mar-Vell, quien estaba a bordo de las naves espaciales Kree que fueron enviadas para "liberar" la Tierra. Sus matrices de camuflaje se desactivaron al reaccionar a la radiación emitida por el cadáver mutilado del Silver Surfer, y como resultado fueron expuestos a la Tierra. Trabajando al unísono, los gobiernos de la Tierra bombardearon las naves con misiles nucleares matando a nueve décimas partes de todos los Kree a bordo de los barcos, los sobrevivientes de los cuales fueron encerrados en el campamento de Nevada. A los pocos niños nacidos vivos en el campamento no se les informa sobre los fracasos de sus mayores. Mar-Vell, que previamente había argumentado en contra de la invasión, ahora considera a los humanos con total odio y odio, llamándolos "pequeños monos rosados retrasados", y ahora ha perdido todo el respeto de sus congéneres por defender la autodeterminación de la Tierra.
En Marvel Mangaverse, Mar-Vell es el guardián Kree de la Tierra. Se casó con una luchadora humana llamada Ms. Marvel. Tuvieron un hijo que se convirtió en la versión Marvel Mangaverse del Capitán Marvel. Mar-Vell muere algún día antes del cómic.

## En otros medios

### Televisión
- Capitán Marvel (Mar-Vell) aparece en The Super Hero Squad Show, episodio de dos partes "Otra Orden del Mal", con la voz de Ty Burrell.[81] Él se estableció como el novio de Ms. Marvel.
- Aparece en la serie de The Avengers: Earth's Mightiest Heroes, con la voz de Roger Craig Smith.[81]
  - En la primera temporada, episodio "459", él es un xenobiólogo que viene a la Tierra para investigar una anomalía genética, simulando ser un humano llamado Philip Lawson, pero que se sintió intrigado por la humanidad y se enamoró de Carol Danvers. Cuando un robot Kree viene a evaluar la amenaza de la Tierra para Kree, él sacrifica su identidad falsa para salvar a Carol, Avispa y Ant-Man, y al hacerlo imprime accidentalmente algunos poderes de Kree a Carol.
  - En la segunda temporada, episodio "Bienvenido al Imperio Kree" vino con un ejército Kree cuando el Skrull que se hizo pasar por el Capitán América se enteró al ser encerrados, incluyéndolo a él y en "Operación Tormenta Galáctica", acompañó a los Vengadores al Imperio Kree en un último esfuerzo para intervenir en nombre de la humanidad. Después de que él y los Vengadores neutralicen a la Inteligencia Suprema, Mar-Vell se convierte en el nuevo líder de los Kree.

### Película
Una versión reimaginada de Mar-Vell interpretada por Annette Bening aparece en Capitana Marvel (2019). Como científica Kree que rechazó la guerra de su especie con los Skrull, Mar-Vell huyó a la Tierra en la década de 1980 y adoptó el alias de la Dra. Wendy Lawson, física del Proyecto Pegaso. Usando el Teseracto, buscó desarrollar un motor experimental que hubiera permitido a los Skrull establecerse más allá del alcance del Imperio Kree. Ella es asesinada por Yon-Rogg, aunque puede instruir a Carol Danvers para que destruya el motor antes de que él pueda tomarlo.

### Videojuegos
- El Capitán Marvel es un personaje jugable en Marvel Super Hero Squad Online.
- Capitán Marvel es un personaje jugable en la versión de PSP de Marvel: Ultimate Alliance, con la voz de Roger Rose.[81]
- Mar-Vell se puede jugar como un disfraz mejorado para el personaje de Ms. Marvel en Marvel Heroes, con la voz de Josh Keaton.[81]